# Hipotrofia wewnątrzmaciczna
Hipotrofia (hipoplazja) wewnątrzmaciczna, wewnątrzmaciczne zahamowanie wzrostu płodu, IUGR (ang. Intrauterine Growth Restriction) – definiuje ją urodzeniowa masa ciała zależna od wieku ciąży: noworodek hipotroficzny to noworodek, którego masa ciała jest poniżej 10. percentyla standardowej krzywej masy ciała w zależności od wieku ciąży. W definicji występuje tylko masa urodzeniowa i wiek ciąży, a nie długość lub inne wymiary płodu.
W zależności od wpływu czynników wywołujących IUGR na symetrię ciała płodu, wyróżniamy dwie jego postacie: symetryczną (hipotrofia symetryczna) i asymetryczną (hipotrofia asymetryczna).
Szacuje się, że zaburzenie to dotyczy 3-10% wszystkich ciąż.

## Etiologia
Czynniki ryzyka hipotrofii wewnątrzmacicznej można podzielić na:
| Matczyne | Płodowe | Łożyskowe |
| --- | --- | --- |
| - niski wzrost (szczególnie <146 cm) - nikotynizm, alkoholizm, narkomania - niski status społeczno-ekonomiczny - rasa czarna - pierwsza ciąża - dotychczasowa ilość ciąż ≥4 - zbyt częste (<2 lat) lub zbyt rzadkie (>6 lat) porody - choroby układu krążenia (nadciśnienie tętnicze w ciąży, stan przedrzucawkowy, sinicze wady serca, koarktacja aorty) - choroby nerek - zaawansowana cukrzyca - niedożywienie, zespół złego wchłaniania, awitaminozy - wcześniejsze urodzenie dziecka z niską urodzeniową masą ciała - przewlekłe choroby układu oddechowego (gruźlica, sarkoidoza, astma oskrzelowa) - wady macicy (macica dwurożna, przegrody macicy) - przeszkody we wzroście macicy - zatrucia w trakcie ciąży - niedokrwistość - toczeń rumieniowaty układowy - choroby pasożytnicze - przebywanie na dużych wysokościach - złe przystosowanie układu krążenia do ciąży (mała frakcja wyrzutowa, nieprawidłowa adaptacja naczyń macicy) | - płeć żeńska - ciąża mnoga - wady wrodzone (np. serca, układu nerwowego) - wrodzona niedokrwistość - zespół Fanconiego - wady chromosomowe (np. zespół Turnera, trisomie, triploidie, delecje) - choroby genetyczne z pierwotnym uszkodzeniem procesu wzrastania - choroby genetyczne układu kostnego lub tkanki łącznej - zakażenia wewnątrzmaciczne (np. wirus różyczki, wirus cytomegalii) - ekspozycja na promieniowanie rentgenowskie (zwłaszcza dla dawki >10 rad) | - niewydolność łożyska - łożysko przodujące - przedwczesne oddzielenie łożyska - pojedyncza tętnica pępowinowa - nieprawidłowy przebieg naczyń pępowinowych - rozległe zawały łożyska - nieprawidłowy przyczep pępowiny - anastomozy naczyniowe - duże guzy łożyska (np. hamartoma) |

## Postać symetryczna (hipoplastyczna)
Występuje, gdy czynnik patogenny zadziałał w pierwszym trymestrze ciąży. Deficyt masy dotyczy wszystkich części ciała płodu, towarzyszy mu niedobór wzrostu.  Przyczyną są zwykle zakażenia wewnątrzmaciczne, choroby chromosomowe płodu, alkoholizm, ciąża mnoga, niski wzrost matki. 

## Postać asymetryczna (hipotroficzna)
Pojawia się, gdy czynnik zadziałał w drugim lub trzecim trymestrze ciąży. Występuje asymetria budowy ciała, niedobory wzrostu mogą występować niezależnie od niedoborów masy. Następuje zmniejszenie ilości glikogenu i tkanki tłuszczowej oraz niedorozwój wszystkich narządów płodu oprócz mózgu, serca i nadnerczy, chronionych przez kompensacyjnie zwiększony przepływ krwi kosztem innych układów.  Zwiększa się ryzyko niedotlenienia płodu, a także jego hipoglikemii i hiperlipidemii. Najczęstszymi przyczynami tej postaci hipotrofii są: niewydolność łożyska, cukrzyca ciężarnych, nadciśnienie tętnicze, niedożywienie matki.

## Diagnostyka
Zaburzenie to wykrywa się w czasie ciąży (badanie USG płodu) lub bezpośrednio po urodzeniu, na sali porodowej. W obu przypadkach mierzy się długość ciała dziecka (w drugim także jego masę) i porównuje z przyjętymi normami dla płci i wieku. Za patologiczny uznaje się deficyt przekraczający dwukrotną wartość odchylenia standardowego w danej populacji. Inne źródła podają jako kryterium masę ciała płodu poniżej 10. percentyla odpowiedniego dla danego wieku i płci, niezależnie od przyczyny.
Najczęściej wykorzystywanym parametrem ultrasonograficznym w diagnostyce IUGR jest obwód brzucha płodu.

## Leczenie
Po stwierdzeniu hipotrofii wewnątrzmacicznej należy matce zapewnić właściwe prowadzenie ciąży i porodu ze względu na ryzyko obumarcia płodu po 36. tygodniu. Konieczne jest intensywne monitorowanie profilu biofizycznego płodu (kardiotokografia, ruchy płodu, USG dopplerowskie naczyń płodowych). W razie nagłego pogorszenia parametrów rozważa się indukcję porodu.
Noworodek z rozpoznanym IUGR powinien znaleźć się pod specjalistyczną opieką neonatologiczną.
Skuteczna terapia, mająca na celu przywrócenie prawidłowego wzrostu u dziecka, nie została do tej pory opracowana. Istnieją dane mówiące o przydatności klinicznej wczesnego rozpoczęcia suplementacji ludzkim hormonem wzrostu. Jest to jednak leczenie bardzo kosztowne i nie refundowane w większości krajów.

## Rokowanie i powikłania
U noworodków z IUGR występuje zwiększone ryzyko niedotlenienia okołoporodowego wraz z jego konsekwencjami (przetrwałe krążenie płodowe, encefalopatia, kardiomiopatia), zaburzeń elektrolitowych, kwasicy, niskiej punktacji w skali Apgar. Wzrasta także prawdopodobieństwo wystąpienia zespołu aspiracji smółki, porodu przedwczesnego i cięcia cesarskiego. Ryzyko śmierci okołoporodowej wzrasta 6-8 razy. Najpoważniejsze powikłania odnoszą się do IUGR wywołanego przez zakażenia wewnątrzmaciczne, wady wrodzone i zaburzenia genetyczne.
W okresie okołoporodowym częściej występują również zaburzenia krzepnięcia krwi indukowane niedotlenieniem, prowadzące do nadciśnienia płucnego, zawałów mózgu i martwiczego zapalenia jelit.
Dalszy przebieg choroby jest różnorodny, najczęściej (85%) następuje normalizacja wzrostu przed osiągnięciem przez dziecko 4. roku życia. U pozostałych 15% pacjentów w późniejszym okresie zmiany rzadko ustępują.
Hipotrofia wewnątrzmaciczna może być przyczyną niskorosłości oraz zwiększonego ryzyka wystąpienia w wieku dorosłym m.in. choroby wieńcowej, nadciśnienia tętniczego, insulinooporności, cukrzycy typu 2, zahamowania rozwoju fizycznego i opóźnienia rozwoju umysłowego.